# Кастильон, Джеффри
Джеффри Кастильон (нидерл. Geoffrey Castillion; родился 25 марта 1991, Амстердам, Нидерланды) — нидерландский футболист, нападающий.

## Клубная карьера
Джеффри родился в Амстердаме и начал свою карьеру в клубах ТОБ и ДВС. Затем его обнаружили скауты знаменитого «Аякса», и Кастильон присоединился к юношеской команде «амстердамцев» в 2005 году. Он иногда играл в Белофтен Эредивизи с резервной командой «Аякса», одновременно играя в молодёжных командах. Кастильон дебютировал за первую команду в Эредивизи, 20 марта 2011 года, в проигранном матче (3:2) с АДО Ден Хааг. В мае он продлил контракт с клубом до 2013 года, а летом был отдан в аренду «Валвейку».
В феврале 2021 года перешёл в итальянский «Комо» на правах аренды.